# Kanony z Dort

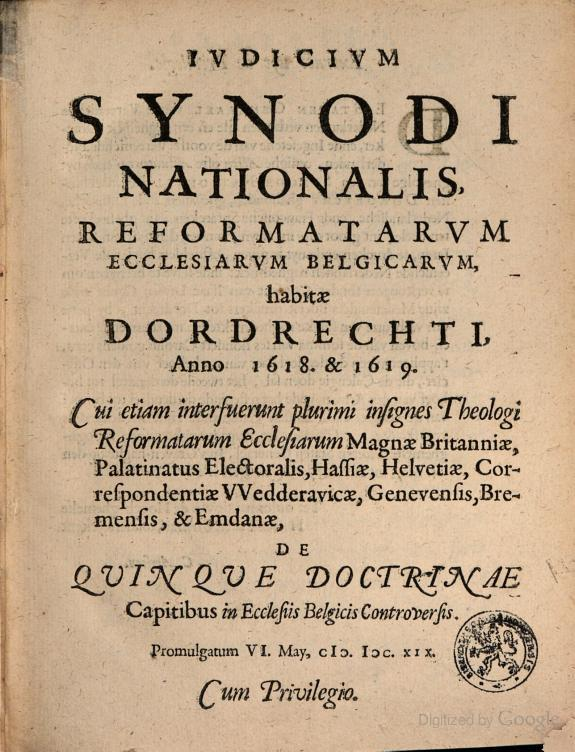
Strona tytułowa publikacji Kanonów z Dort, 1619

Kanony z Dort lub Kanony z Dordrecht – postanowienia synodu holenderskiego kościoła reformowanego, który odbył się w latach 1618-1619 w mieście Dordrecht. 
W synodzie wzięło udział również 28 delegatów z ośmiu innych krajów. Kanony z Dort stanowią część Trzech Form Jedności, które są księgami wyznaniowymi wielu kościołów reformowanych. Kanony przedstawiają decyzję synodu w sprawie arminianizmu, który częściowo przeczył ściśle kalwińskim twierdzeniom Belgijskiego Wyznania Wiary.